# جنوبی‌کپی‌آسا
جنوبی‌کپی‌آسا (به انگلیسی: Australopithecine) به طور کلی به هر گونه‌ای در سرده‌های جنوبی‌کپی یا پرامردم گفته می‌شود. این گونه‌ها در دوران پلیو-پلیستوسن (۲.۵ تا ۱.۵ میلیون سال پیش) می‌زیسته‌اند. آنها روی دو پا راه می‌رفته‌اند و از لحاظ دندانی شبیه انسان‌ها بودند، ولی مغزی بزرگتر از مغز یک کپی امروزی (چون شامپانزه) نداشتند.
آنها در درون زیرتبار هومینینا در تبار انسان‌تباران طبقه‌بندی شده‌اند. ظهور آنها در پلیوسن از قرار زیر است:
- جنوبی‌کپی، ۴ میلیون سال پیش
- پرامردم، ۲.۷ میلیون سال پیش

وقتی به تنهایی به کار رود این لغت به معنی دو سردهٔ فوق با هم است. گاهی جنوبی‌کپی (استرالوپیتکوس) را «جنوبی‌کپی‌آسای باریک‌اندام» لقب داده‌اند. درحالیکه پرامردم (پارانتروپوس) را «جنوبی‌کپی‌آسای تناور» نامیده‌اند.
یک نیای محتمل جنوبی‌کپی‌آسایان سردهٔ آردی‌کپی است که ۴.۴ میلیون سال پیش می‌زیسته‌است. سردهٔ انسان ۲.۴ میلیون سال پیش با پیدایش انسان ماهر آغاز شده‌است، که به یک احتمال از اجداد جنوب‌کپی نشات گرفته باشد، به طور دقیق‌تر از کنیامردم پخت‌رخ که ۳.۵ میلیون سال پیش از شاخهٔ جنوبی‌کپی جدایی یافته‌است. طبق نظریهٔ دیگر سردهٔ انسان به طور مستقیم از نیای آردی‌کپی در نتیجهٔ حلقهٔ مفقوده‌ای از آردی‌کپی تا انسان ماهر نشات گرفته‌است؛ درحالیکه نسل جنوبی‌کپی‌آساها به طور موازی با آن اجداد مستقیم انسان از ۴ تا ۲.۵ میلیون سال پیش ادامه داشته‌است.